# Корнь (Сучава)
Корнь, Корні (рум. Corni) — село у повіті Сучава в Румунії. Адміністративно підпорядковане місту Літень.
Село розташоване на відстані 339 км на північ від Бухареста, 30 км на південний схід від Сучави, 85 км на північний захід від Ясс.

## Населення
За даними перепису населення 2002 року у селі проживали 819 осіб, усі — румуни. Усі жителі села рідною мовою назвали румунську.